# Kelen Bailey
Kelen Bailey (14 de junio de 2002) es un deportista húngaro que compite en taekwondo. En los Juegos Europeos de Cracovia 2023 consiguió una medalla de bronce en la categoría de –87 kg.

## Palmarés internacional
| Juegos Europeos | Juegos Europeos         | Juegos Europeos   | Juegos Europeos |
| Año             | Lugar                   | Medalla           | Categoría       |
| --------------- | ----------------------- | ----------------- | --------------- |
| 2023            | Krynica-Zdrój (Polonia) | Medalla de bronce | –87 kg          |